# Rolf Lundh
Rolf Alvar Lundh, född 6 augusti 1942, död 13 februari 2019 i Askims distrikt, Göteborg, var en svensk fotbollsspelare (anfallare) som representerade Gais åren 1961–1966. Han spelade även handboll för  Gais, Göteborgs IK och IFK Borås.

## Biografi
Lundh var en egen produkt i Gais. Han inledde sin karriär som back, och fick 1960 spela tre juniorlandskamper på den positionen. Han debuterade för Gais A-lag mot Billingsfors IK i division II 1961, och fick mycket beröm för sitt spel. Inför en match mot Huskvarna Södra IS senare samma år hade emellertid Gais stora skadeproblem, och man skolade om Lundh till forward. Han gjorde två mål i matchen, och blev kvar på anfallspositionen i resten av karriären. Redan debutsäsongen 1961 blev han klubbens interna skyttekung med 12 mål i serien och 27 sammanlagt. Även säsongen 1962 blev han intern skyttekung, då med 9 mål i serien. Den 26 oktober 1963 blev han stor hjälte när han i den avgörande kvalmatchen mot Gif Sundsvall gjorde två mål när Gais vann med 3–1 och blev klara för allsvenskan. Samma kväll, på segerfesten på Palace Inn i Brunnsparken, träffade Lundh sin blivande hustru.
Sammanlagt blev det 98 seriematcher och 40 mål för Lundh i Gais, varav 19 (1) i allsvenskan.
Lundh var något avig som center, och Göteborgs-Posten skrev: "Rolf Lundh är med sitt långa steg ingen anfallsman – fast han gör mål i varje match."

### Handbollskarriär
Lundh spelade också handboll för Gais och Göteborgs IK. Han tilldelades 1963 Hedersmakrillen som Gais främste handbollsspelare, och var en viktig målgörare i GIK då man vann div II 1965/1966. Efter den säsongen representerade han IFK Borås. Han presterade så bra i klubben att Göteborgs-Tidningen tyckte att han var redo för landslaget. 1972 började han spela för BK Banér.